# Апроксимація Дерягіна

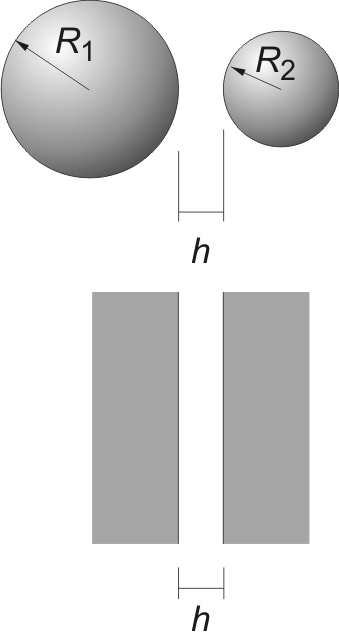
Наближення Дерягіна пов'язало силу між двома сферами (вгорі) та енергію взаємодії між двома пластинами (внизу).

Наближення Дерягіна (або іноді його також називають наближенням близькості), назване на честь російського вченого Бориса Дерягіна, виражає профіль сил, що діють між тілами кінцевого розміру, через профіль сил між двома плоскими напівнескінченними стінками.[1] Це наближення широко використовується для оцінки сил між колоїдними частинками, оскільки сили між двома плоскими тілами часто набагато легше обчислити. Наближення Дерягіна виражає силу F(h) між двома тілами як функцію поділу поверхні
{\displaystyle F(h)=2\pi R_{\rm {eff}}W(h),}
де W(h) — це енергія взаємодії на одиницю площі між двома плоскими стінками, а Reff — ефективний радіус. Коли два тіла є двома сферами радіусів R1 і R2, відповідно, ефективний радіус визначається як
{\displaystyle R_{\rm {eff}}^{-1}=R_{1}^{-1}+R_{2}^{-1}.}